# Белопопці
Бело́попці (болг. Белопопци) — село в Софійській області Болгарії. Входить до складу общини Горішня Малина.

## Населення
За даними перепису населення 2011 року у селі проживали 597 осіб.
Національний склад населення села:
| Національність   | Кількість осіб | Відсоток |
| ---------------- | -------------- | -------- |
| болгари          | 421            | 92,9%    |
| цигани           | 31             | 6,8%     |
| Всього відповіли | 453            |          |

Розподіл населення за віком у 2011 році:
Динаміка населення: